# Jacamatia
Jacamatia is een geslacht van uitgestorven spechtvogels uit het Vroeg-Oligoceen van Europa. De soort is verwant aan de glansvogels en baardkoekoeken.

## Fossiele vondsten
Jacamatia is bekend van een fossiel van ongeveer 30 miljoen jaar oud uit de regio Alpes-de-Haute-Provence in het zuidoosten van Frankrijk. Het fossiel bestaat uit de beenderen van de linkervleugel. De geslachtsnaam is een samentrekking van 'jacamar' en 'tamatia', de Franse namen voor respectievelijk glansvogel en baardkoekoek. De soortnaam verwijst naar de vindlocatie Luberon.

## Verwantschap
De bouw van de ellepijp en het voornaamste vleugelkootje wijzen op verwantschap met de glansvogels en baardkoekoeken, die samen binnen de spechtvogels de Galbulae vormen. Jacamatia wordt beschouwd als een stamvorm binnen de Galbulae. De Galbulae is een van de vogelgroepen waarvan vroege vormen tijdens het Oligoceen voorkwamen in Europa, maar nu alleen nog in Amerika leven. Hetzelfde geldt voor de kolibrie-achtigen (Eurotrochilus) en Tyrannida, een subgroep van de schreeuwvogels. Vermoed wordt dat afkoeling van het Europese klimaat een rol speelde bij het uitsterven van deze groepen op het continent.